# Die Inselbewohner

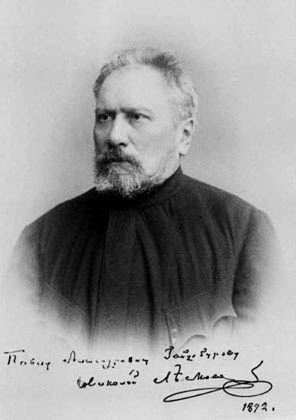
Nikolai Leskow im Jahr 1872

Die Inselbewohner (russisch Островитяне, Ostrowitjane) ist ein Roman des russischen Schriftstellers Nikolai Leskow, der 1865 bis 1866 entstand und im November- und Dezemberheft 1866 der Sankt Petersburger Otetschestwennye Sapiski erschien.

## Handlung
Der anonyme Ich-Erzähler nennt eingangs die Heldin seines Romans: „Manja Nork war eine Deutsche von der Petersburger Wassili-Insel.“ Auf der Insel mitten in der belebten Großstadt wohnten noch andere Deutsche – zunächst Manjas Mutter Sofja Karlowna Nork, die 83-jährige sieche Großmutter Malwina Fjodorowna, Manjas Schwestern Ida und Berta sowie Bertas Verlobter, der vermögende spätere Grossist Friedrich Schulz. Die Norks zählten allerdings zu den weniger begüterten Deutschen in Petersburg. Manjas Vater, also Sofjas Ehemann, der Petersburger deutsche Drechsler Johann Christian Nork, war verstorben. Sofja führte das Geschäft Johanns mit dem Gesellen Hermann Wehrmann und ein paar Lehrlingen tapfer weiter.
Der Erzähler, ein Russe, damals ebenfalls auf der Insel nahe bei der deutschen Schule wohnend, hatte die Backfische Manja und Berta kennengelernt, als diese auf dem Heimwege von der Schule während eines Gewitters Schutz unter seinem Dach gefunden hatten. Somit war der Kontakt zu der Familie Nork hergestellt worden. Im Hause Nork lernt der Erzähler Friedrich Schulzens Bekannten, den 30-jährigen adligen russischen Akademiker Roman Prokofjewitsch Istomin, einen jungen, kraftvollen Maler, kennen.
Nach der Heirat wohnt Berta Schulz ganz in der Nähe des elterlichen Holzhauses. Der Erzähler freundet sich mit Istomin an. Beide Junggesellen beziehen in einer gemeinsamen Wohnung jeder seine Zimmer für sich. Es stellt sich heraus, der Maler ist zwar ein äußerst launischer Frauenliebling, doch zu lieben vermag er niemanden. Der Erzähler überhört geflissentlich das gelegentliche Seufzen und Stöhnen dieser oder jener leidenschaftlichen Dame im Nachbarzimmer. Dank Engagement des finanzkräftigen Friedrich Schulz wird der 16. Geburtstag Manjas groß gefeiert. Aus dem Anlass findet Istomin Zugang zur Familie Nork und zu Manja – einer Gestalt, „schimmernd weiß und gewichtlos wie Meeresschaum“. Als Istomin Manja einmal zur Quadrille und dann noch zum Walzer auffordert, wirkt das zierliche Mädchen, gleich einem winzigen graziösen Vögelchen, neben dem kräftigen Istomin schwebend, wie ein Kind.
Istomin überredet Manja ein paar Monate nach der Geburtstagsfeier zu Malstunden. Manja lässt sich von dem Verführer küssen.
Der Erzähler und Istomin verbringen den Sommer in Südrussland und kehren im Herbst nach Petersburg zurück. Istomin – wieder auf der Insel – schwängert Manja.
Der Erzähler bekommt Manja lange Zeit nicht zu Gesicht, weil er zwischenzeitlich an Typhus erkrankt. Istomin reist nach Italien und schreibt Manja – adressiert an seine leere Mietwohnung.  In Parma duelliert sich der Frauenheld mit einem gehörnten Ehemann und wird „sehr böse verwundet“. Friedrich Schulz begleicht aus der Ferne generös eine bedeutende Summe für alle in Parma anfallenden Kosten. Manjas Großmutter Malwina Fjodorowna erhebt sich daheim im Holzhaus aus dem Rollstuhl, verflucht Manja und stirbt. Nach solcher Aufregung hat Manja eine Fehlgeburt. Das Kind kommt tot zur Welt. Manja wird in einem Sanatorium für Geisteskranke behandelt.
Istomin kehrt nach Petersburg zurück. Manja, wieder daheim, verlangt demütig nach ihm; wenigstens für einen Augenblick. Als er kommt, fliegt sie ihm an die Brust. Er stößt sie zurück und springt aus dem Fenster, weil er ein abgekartetes Spiel mit anschließender Zwangsverheiratung fürchtet. Der Familienvater Friedrich Schulz, als Beschützer der Schwägerin, will sich mit dem Junggesellen Istomin duellieren. Manjas 24-jährige Schwester Ida verhindert das. Istomin gibt klein bei, fügt sich dem resoluten Fräulein widerspruchslos und verlässt Petersburg für immer in Richtung Tiflis. Er will zunächst den Kaukasus erforschen und dann weiter an den Syr-Darja. Zwei Jahre darauf nimmt der Geschäftsmann Friedrich Schulz die schwermütige Manja mit nach Norddeutschland und verheiratet sie dort mit dem Sonderling Robert Bär. Der Norddeutsche muss erkennen, Manja liebt ihn nicht und gibt sie schließlich frei. Manja lässt sich von Robert segnen und reist auf einem Dampfer ab. Am Ufer stehen Bär und Istomin. Den inzwischen blinden Maler Istomin hat der Sonderling Bär extra zum Abschied herbeizitieren lassen.
Sofja Karlowna will vor ihrem Ableben unbedingt noch die Tochter Manja besuchen. Der Großhändler Friedrich Schulz will den Drechslereibetrieb der Schwiegermutter veräußern. Die Greisin Sofja Karlowna stirbt an Magenkrebs. Nun möchte Ida die Schwester Manja besuchen. Der Schwager ermittelt, Manja hat Herrn Bär verlassen und publiziert in der Allgemeinen Zeitung Reiseerzählungen für Kinder. Istomin ist nicht auffindbar. Ida kann ihre Reise nicht antreten, denn auch Manjas mitteleuropäischer Aufenthaltsort ist nicht bekannt.

## Form
Am Ende einiger der 27 Romankapitel schaut der Erzähler voraus – zum Beispiel am Ende des 10. Kapitels: „Ich hatte allen Grund, um Manja zu fürchten: ich kannte Istomin und sah, er hatte es ernsthaft auf sie abgesehen; daraus konnte für Manja nur Unheil erwachsen.“
Die oben angesprochene Entjungferung Manjas schildert der Erzähler als Voyeur – aus dem Nachbarzimmer der gemeinsamen Mietwohnung lauschend.
Leskow streut wörtliche Rede der Deutschen in ihrer Muttersprache in den Text ein – zum Beispiel „О ja, ja! Gott bewahr!“ (3. Kapitel) oder  „Oh! Wir mochten noch ein bischen tanzen!“ (7. Kapitel)

## Rezeption
- 1970: Zelinsky: Das Holzhaus, „in dem die Norks wohnen, stellt sich als wahre Insel inmitten des großstädtischen Meeres dar … Ein solches Leben … muß scheitern.“[7] Zelinsky urteilt, der dramatische Stoff – junges, naives Mädchen liebt älteren, in Liebesdingen erfahrenen Künstler, von Leskow in Prosa vorgetragen – missrate, wie auch hier, zumeist und stellt fest: „Das Empfindsam-Rührende führt zu einer Ausdrucksschwächung der Form.“[8]
- 1985: Dieckmann meint, Leskow habe zwar noch bessere Prosa als diesen frühen „sentimentalen Liebesroman mit melodramatischen Kollisionen“ geschrieben, doch das Thema „Petersburger Randbevölkerung“ sei eine Rarität. Dieckmann schreibt: „Leskow berichtete von der Handwerk und Kleingewerbe treibenden deutschen Bevölkerung Petersburgs, von den Alteingewanderten, wie er unterstreicht, die ihren festen Platz in dieser Stadt haben.“[9]

### Deutschsprachige Ausgaben
Verwendete Ausgabe:
- Die Inselbewohner.  Aus dem Russischen übersetzt von Günter Dalitz. S. 5–221 in Eberhard Dieckmann (Hrsg.): Nikolai Leskow: Gesammelte Werke in Einzelbänden. Bd. 3. Der versiegelte Engel. Erzählungen und ein Roman. 795 Seiten. Rütten & Loening, Berlin 1985 (1. Aufl.)

### Sekundärliteratur
- Vsevolod Setschkareff: N. S. Leskov. Sein Leben und sein Werk. 170 Seiten. Verlag Otto Harrassowitz, Wiesbaden 1959
- Die Inselbewohner. S. 74–98 in Bodo Zelinsky: Roman und Romanchronik. Strukturuntersuchungen zur Erzählkunst Nikolaj Leskovs. 310 Seiten. Böhlau Verlag, Köln 1970